# Amanda Ebeye
Amanda Mike-Ebeye es una actriz nigeriana. Es conocida por su actuación en Clinic Matters y Super Story.

## Biografía
Ebeye es originaria de la tribu Agbor en el estado del Delta. Se graduó en Estudios Internacionales y Diplomacia de la Universidad Benson Idahosa. En 2016, dio a luz a un hijo en Canadá. 
Debutó cinematográficamente en Weeping Tiger (2008).

## Filmografía
- Tongue (2010)
- Burning Tears (2009)
- Heat of the Moment (2009)
- Clinic Matter (2009)
- Dangerous Angels as Carol
- The Pastor's Daughter
- Desire
- My Last Wedding
- 100% Secret (2012)[4]
- Weeping Tiger
- Within Tiger
- Keep my Love
- Super Story (More than a friend, 2008)
- Super Story (Blast from past, 2007)
- It's Her Day [5]
- Tales of Women[6]
- The Evil Seed[7]
- Agwonma: The Unbreakable Egg[8]
- Sorrowful Heart[9] (with Ebube Nwagbo and Yul Edochie)
- Everyday People (TV series)[10]
- Indecent Lover (Film)[11]

## Premios y nominaciones
- Premios NEA 2011 - mejor actriz en una serie de televisión[12]
- Premio al mérito de los medios clásicos de 2015[13]
- Premios de la moda Garden City 2015[14]
- Premios ZAFAA 2016 - mejor actriz principal[15]
- Premios NAFCA 2016 - mejor actriz principal[16]